# Chioggia
Chioggia – miasto i gmina we Włoszech, w regionie Wenecja Euganejska, w prowincji Wenecja.

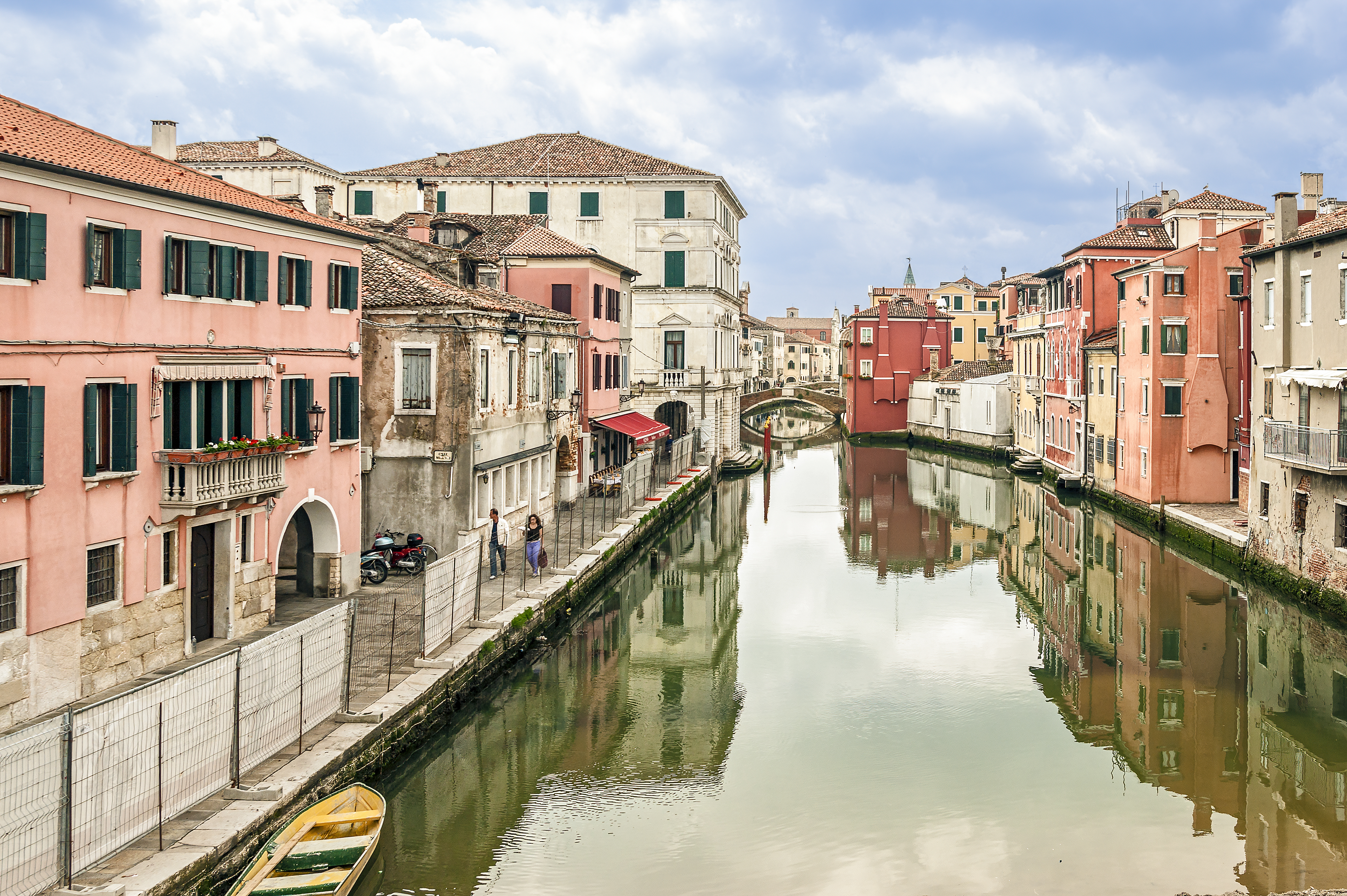
Canal Vena

Historyczne centrum Chioggii położone jest na wyspie (leżącej w południowej części Laguny Weneckiej), która podzielona jest kanałami. Stąd określenie „mała Wenecja”, jak często nazywa się Chioggię. Tuż obok – bezpośrednio nad Adriatykiem – położona jest Sottomarina, nadmorska dzielnica miasta z hotelami i szeroką plażą.
Według danych na rok 2004 gminę zamieszkiwało 51 755 osób, 279,8 os./km².

## Miasta partnerskie
- Lamia
- Saint-Tropez